# Basidiolum fimbriatum
Basidiolum fimbriatum är en svampart som beskrevs av Cienk. 1861. Basidiolum fimbriatum ingår i släktet Basidiolum, ordningen Zoopagales, divisionen oksvampar och riket svampar.   Inga underarter finns listade i Catalogue of Life.